# Learjet 55
El Learjet 55 ("Longhorn") es un avión comercial estadounidense fabricado por Gates Learjet.

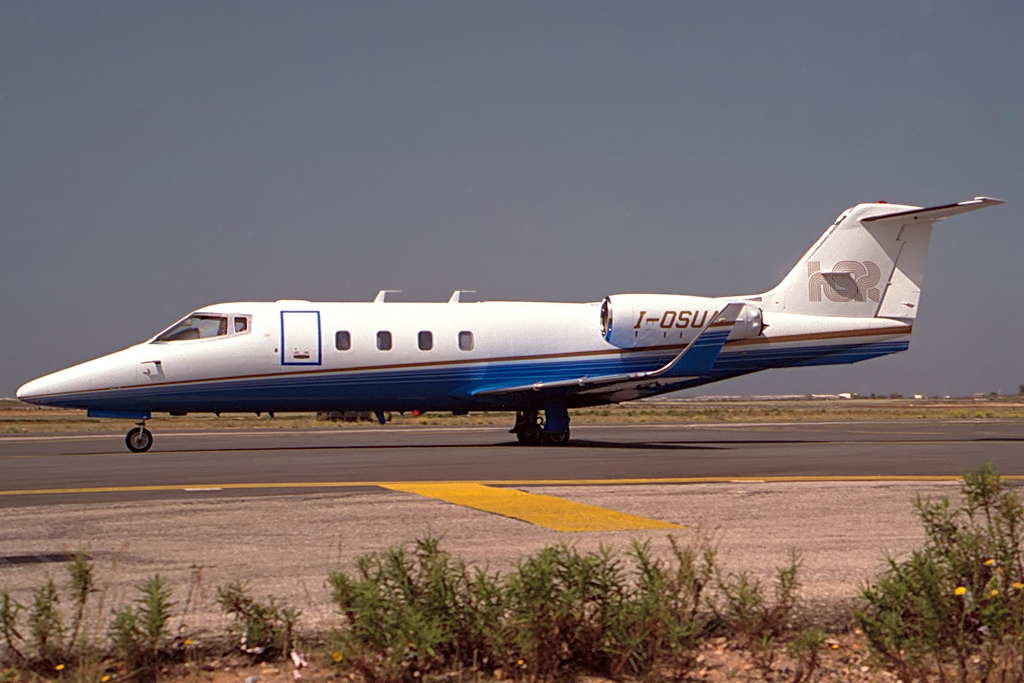
Bombardier Learjet 55.

## Desarrollo y diseño
La serie Learjet 50 fue presentada por primera vez en el Salon de L´Air de Paris de 1977 con cabinas más largas y de mayor diámetro que las presentes en los Learjet anteriores. La serie estaba prevista que contara con tres variantes, los Learjet 54, 55 y 56 si bien solo se construyó el Learjet 55. El Learjet 55 fue un avión monoplano de ala baja cantilever con winglets desarrollados por la NASA, siendo estos los que le dieron el apodo de Longhorn. 

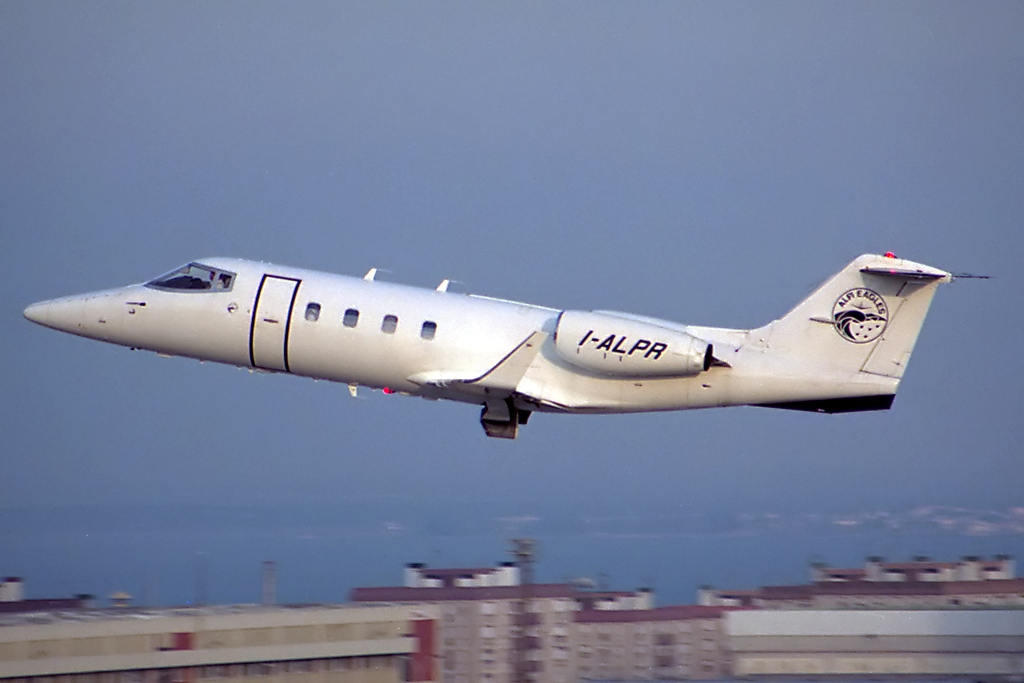
Bombardier Learjet 55 de Alpi Eagles.

El avión tiene una cola en T y recibe su potencia de dos motores turbofán Garrett TFE731 montados a cada lado de la sección trasera del fuselaje. Tiene un tren triciclo retráctil y una cabina presurizada capaz de albergar hasta diez personas y una cabina de vuelo para dos tripulantes. La construcción del Learjet 55 comenzó en abril de 1978 después de un extenso trabajo de pruebas en el diseño del ala que comenzó, inicialmente instalándola en un Learjet 25. 

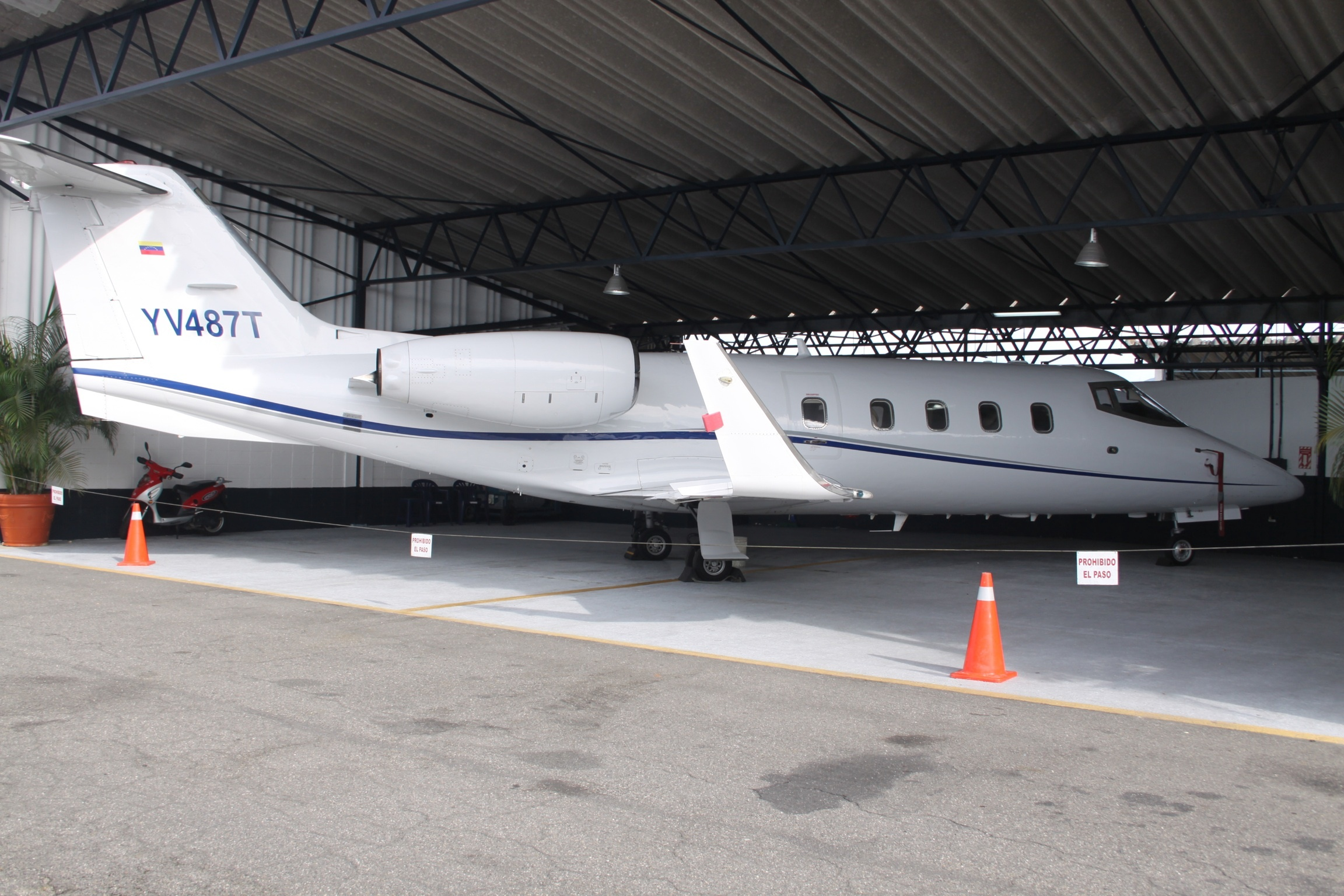
Learjet 55.

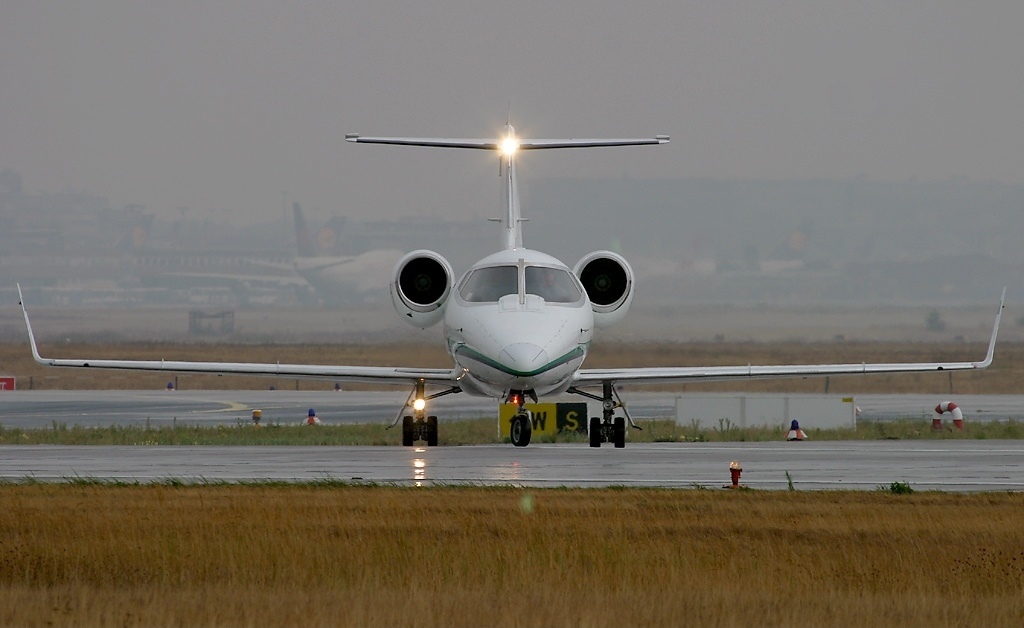
Gates Learjet 55.

El Learjet 55 efectuó su primer vuelo el 19 de abril de 1979. El primer avión de producción comenzó su construcción el 18 de marzo de 1981. Se han entregado 147 Learjet 55.

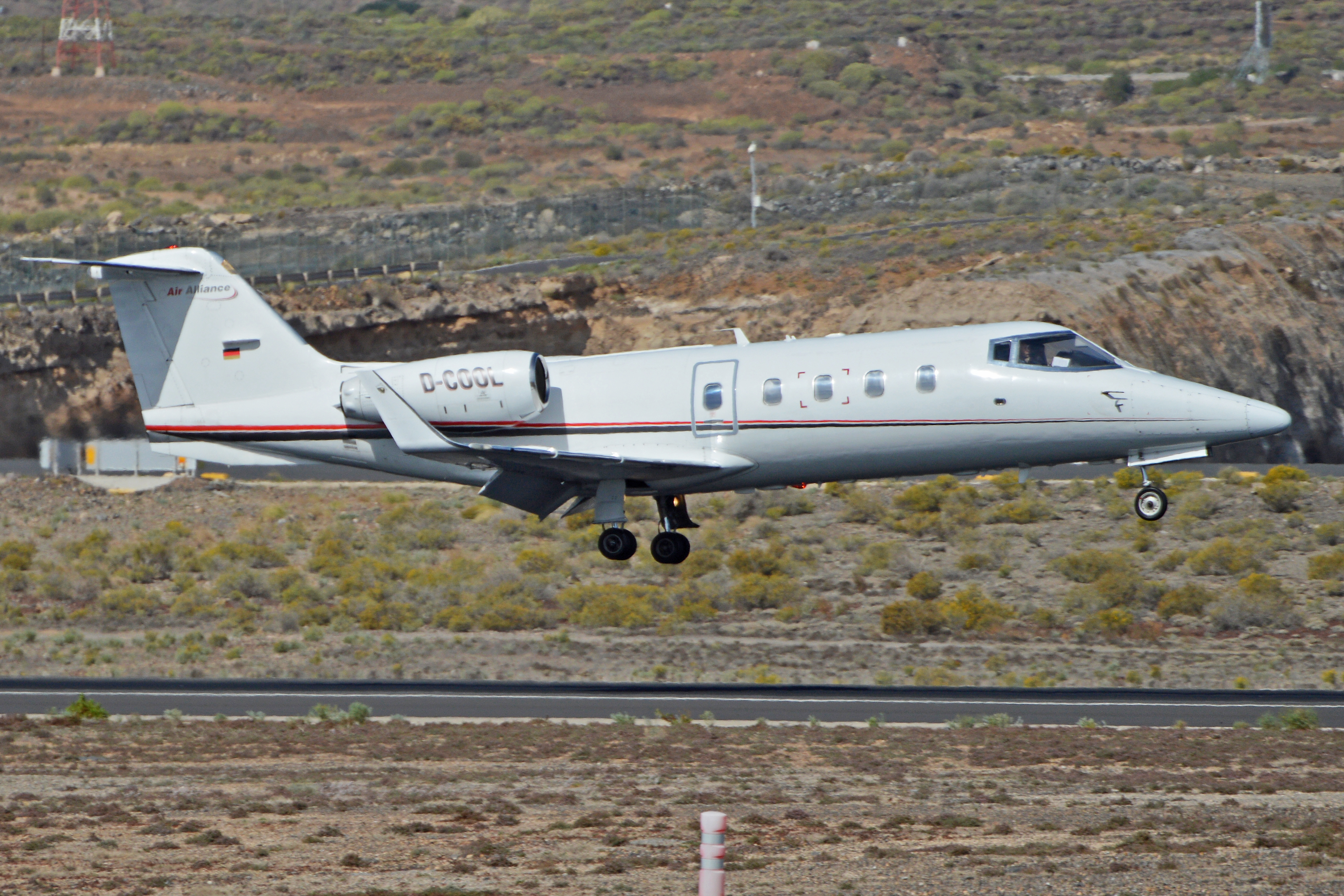
Gates Learjet 55 "D-COOL".

## Variantes
Learjet 54
Variante propuesta de 11 asientos, no construida.
Learjet 55
Variante producida, 126 construidos.
Learjet 55B
1986 – Versión mejorada con cabina de cristal, mejora de las prestaciones de despegue y aumento del alcance, 8 construidos.
Learjet 55C
1987 – Nuevo diseño de la parte inferior del fuselaje trasero, puntas de ala en delta para incrementar la estabilidad y reducir la velocidad de aterrizaje.
Learjet 55C/ER (Extended Range)
Versión de alcance aumentado del Learjet 55C.
Learjet 55C/LR (Long Range)
Versión de largo alcance del Learjet 55C, dotado con un depósito adicional, capaz de transportar un total de 259 lb (117,5 kg) de combustible adicional en el cono de cola.
Learjet 56
Versión propuesta de ocho asientos, no construida.

## Accidentes e incidentes
- El 22 de junio de 2022 un Learjet 55 matrícula YV3304 impactó contra el terreno durante la aproximación para el aterrizaje en el Aeropuerto Internacional de Caracas Óscar Machado Zuloaga, en Charallave, Venezuela, con seis personas a bordo; no hubo sobrevivientes. Entre las víctimas estaba el presidente del Estudiantes de Mérida Fútbol Club.[3]

- El 31 de enero de 2025 un Learjet 55 matrícula XA-UCI de la empresa mexicana Med Jets que operaba desde Filadelfia a Tijuana, se estrelló cerca del centro comercial Roosevelt Mall, en el noreste de la ciudad estadounidense, poco después de haber despegado. El accidente mató a las seis personas, entre ellas una menor de edad, que iban a bordo; también se confirmó un fallecido en tierra y múltiples heridos.[4]

## Especificaciones (Learjet 55)

### Características generales
- Tripulación: 2 (piloto y copiloto)
- Capacidad: 10 pasajeros
- Longitud: 16,80 m
- Envergadura: 13,35 m
- Altura: 4,48
- Superficie alar: 24,57 m²
- Peso vacío: 5.502 kg
- Peso útil: 3.343 kg
- Peso máximo al despegue: 8.845 kg
- Planta motriz: 2× Turbofán Garrett TFE731-3A-2B.
  - Empuje normal: 16,5 kN (1678 kgf; 3700 lbf) de empuje cada uno.

### Rendimiento
- Velocidad nunca excedida (Vne): 871 km/h
- Velocidad máxima operativa (Vno): 850 km/h a 30.000ft (9.145m)
- Velocidad crucero (Vc): 744 km/h a 49.000ft (14.935m)
- Alcance: 4010 km
- Radio de acción: km
- Alcance en combate: km
- Techo de vuelo: 15.450 m